# Fußball-Verbandspokal 1999/2000
Über den Fußball-Verbandspokal 1999/2000 wurden die Teilnehmer der 21 Landesverbände des DFB am DFB-Pokal 2000/01 ermittelt. Die Sieger der Verbandspokale waren zur Teilnahme an der ersten Runde des DFB-Pokals berechtigt. Bayern als mitgliederstärkster Verband entsendete zusätzlich den unterlegenen Finalisten. Somit qualifizierten sich 22 Amateurvereine über die Verbandspokale für den nationalen Pokalwettbewerb.

## Endspielergebnisse
Die Tabelle gibt eine Übersicht über die Verbandspokal-Endspiele der Saison 1999/00. Die Abkürzungen hinter den Vereinsnamen stehen für die Spielklassenzugehörigkeit der gleichen Saison: RL = Regionalliga, OL = Oberliga, VL = Verbandsliga, LL = Landesliga.
| Verbandspokal-Endspiele (Saison 1999/2000) |                              |                                        |                                      |                      |
| Verband | Pokal                        | Sieger                                 | Finalist                             | Ergebnis             |
| Baden | BFV-Hoepfner-Cup             | Karlsruher SC (Amateure) (RL)          | FV Lauda (OL)                        | 2:0                  |
| Bayern 1 | Bayerischer Toto-Pokal       | FC Ismaning (LL)                       | TSV 1896 Rain (LL)                   | 4:2                  |
| Berlin | Paul-Rusch-Pokal             | Tennis Borussia Berlin (Amateure) (RL) | BFC Dynamo (RL)                      | 3:0                  |
| Brandenburg | FVB-Pokal                    | SV Babelsberg 03 (RL)                  | Frankfurter FC Viktoria (OL)         | 2:1                  |
| Bremen | Roland-Pokal                 | SV Werder Bremen (Amateure) (RL)       | Bremer SV (VL)                       | 4:1                  |
| Hamburg | Toto-Pokal                   | TuS Dassendorf (OL)                    | SV Börnsen (LL)                      | 5:1                  |
| Hessen | HFV-Pokal                    | SV Wehen Taunusstein (RL)              | TuSpo Guxhagen (LL)                  | 5:1                  |
| Mecklenburg-Vorpommern | Mecklenburg-Vorpommern-Pokal | FC Schönberg 95 (OL)                   | Hansa Rostock (Amateure) (OL)        | 3:0                  |
| Mittelrhein | Netcologne-Cup               | Bayer Leverkusen (Amateure) (RL)       | FV Bad Honnef (VL)                   | 2:0                  |
| Niederrhein | ARAG-Pokal                   | Wuppertaler SV (OL)                    | Bor. Mönchengladbach (Amateure) (OL) | 1:0 n. V.            |
| Niedersachsen | NFV-Pokal                    | Kickers Emden (OL)                     | Lüneburger SK (RL)                   | 0:0, 3:2 i. E. 2     |
| Rheinland | Rheinlandpokal               | VfL Hamm/Sieg (OL)                     | SpVgg EGC Wirges (OL)                | 3:0                  |
| Saarland | Saarlandpokal                | 1. FC Saarbrücken (RL)                 | SC Halberg Brebach 3 (OL)            | 5:3                  |
| Sachsen | Sachsenpokal                 | FC Erzgebirge Aue (RL)                 | VfB Leipzig (RL)                     | 2:2 n. V., 5:4 i. E. |
| Sachsen-Anhalt | Sachsen-Anhalt-Pokal         | 1. FC Magdeburg II 4 (LL)              | VfL Halle 1896 (RL)                  | 3:2                  |
| Schleswig-Holstein | SHFV-Pokal                   | VfB Lübeck (RL)                        | Flensburg 08 (VL)                    | 6:0                  |
| Südbaden | Peterstaler-Pokal            | FC Teningen (VL)                       | FC Emmendingen (VL)                  | 4:1 n. V.            |
| Südwest | Südwestpokal                 | TSG Pfeddersheim (OL)                  | 1. FC Kaiserslautern (Amateure) (RL) | 2:2 n. V., 4:2 i. E. |
| Thüringen | TFV-Pokal                    | FC Rot-Weiß Erfurt (RL)                | SSV Erfurt-Nord (LL)                 | 3:1                  |
| Westfalen | Kronen-Pilsener-Pokal        | SC Paderborn 07 (RL)                   | SG Wattenscheid 09 (RL)              | 1:0                  |
| Württemberg | WFV-Pokal                    | VfB Stuttgart (Amateure) (RL)          | SSV Ulm 1846 (Amateure) (LL)         | 3:1                  |
| 1 Aus dem Landesverband mit den meisten Herrenmannschaften im Spielbetrieb (Bayern) nahm zusätzlich der unterlegene Pokalfinalist teil. 2 In Niedersachsen gab es statt einer Verlängerung sofort nach Ablauf der regulären Spielzeit Elfmeterschießen. 3 Durch den Aufstieg des 1. FC Saarbrückens in die 2. Bundesliga rückte der SC Halberg Brebach als Teilnehmer für den DFB-Pokal nach. 4 Die 1. Mannschaft des 1. FC Magdeburgs nahm an der DFB-Pokal-Endrunde teil. |                              |                                        |                                      |                      |

## Quelle
- Deutscher Sportclub für Fußball-Statistiken (Hrsg.): Die Regionalligen 1999/2000, Agon-Sportverlag, Kassel, 2000, ISBN 3-89784-185-1